# Universitetshuset, Lund

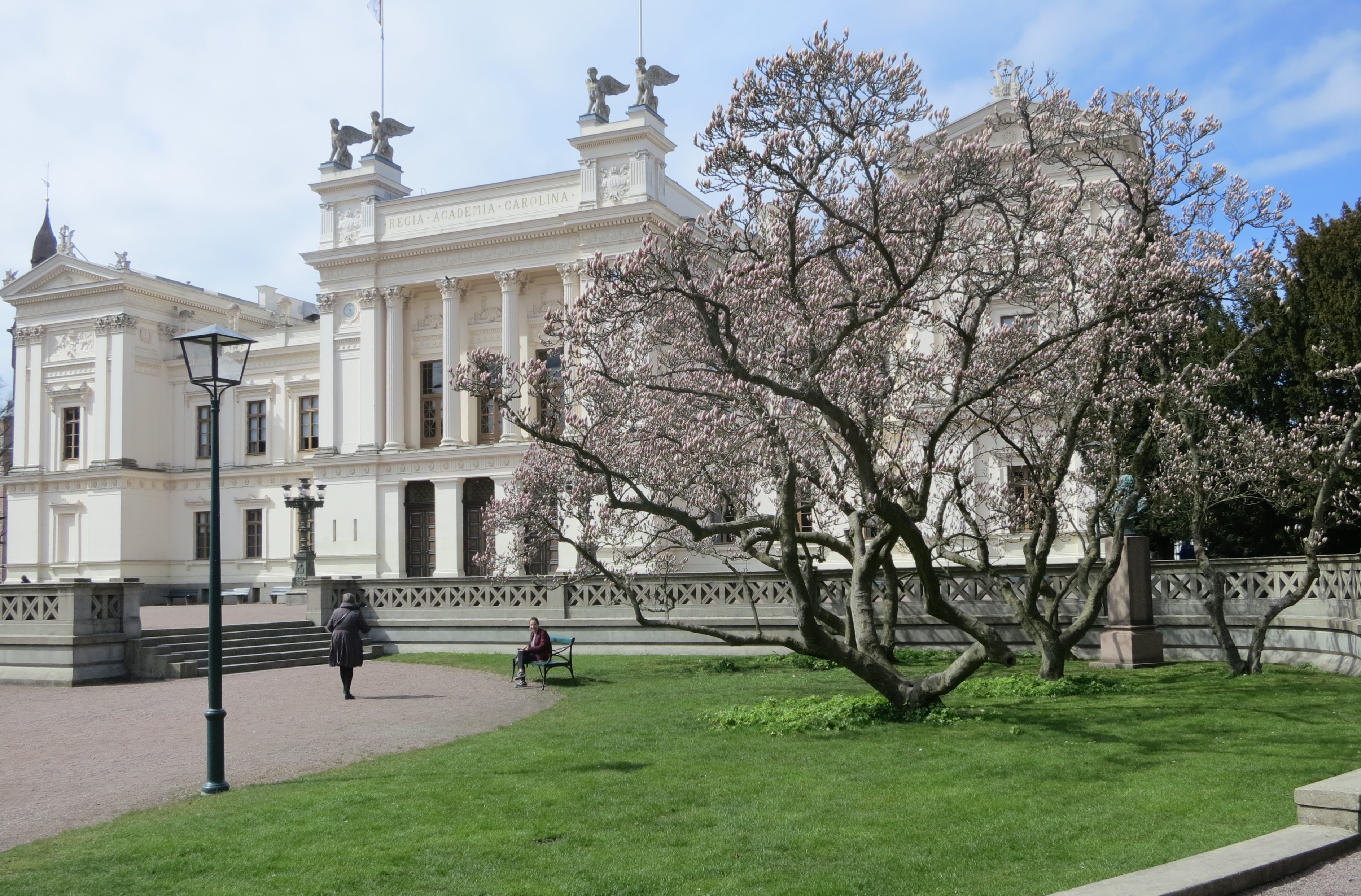
Fasaden och magnolian.

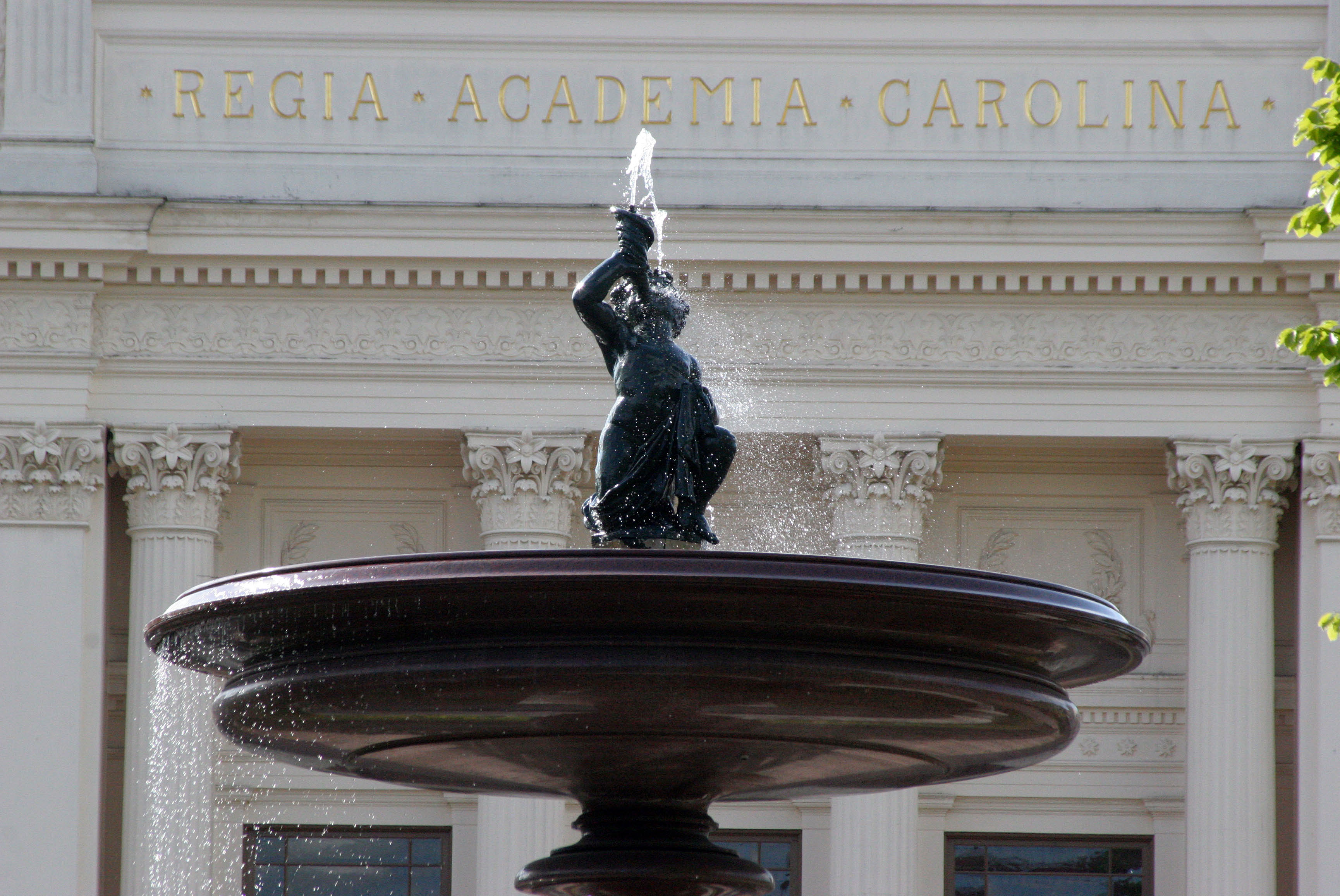
Inskription på attikan: Regia Academia Carolina (Kungliga Karolinska Akademin).

Universitetshuset är Lunds universitets huvudbyggnad och är ritat av Helgo Zettervall. Det ligger centralt i Lund i parken Lundagård och med den i anslutning till byggnaden anlagda universitetsplatsen. Det invigdes 1882 och präglas mycket av Helgo Zettervalls förtjusning i antiken, med kolonner och ståtliga krön.

## Tiden före byggandet
Under 1800-talet växte Lunds universitet. De gamla lokalerna i Kungshuset hade blivit för trånga. Därför flyttades delar av universitetet. Man beslöt slutligen att uppföra en ny universitetsbyggnad och låta universitetsbiblioteket överta hela Kungshuset.
Den nya byggnaden skulle uppföras snett norr om den gamla och som till arkitekt utsåg man 1874 Helgo Zettervall, som även var verksam som arkitekt vid genomgripande ombyggnationer av domkyrkor i Sverige. Zettervalls första förslag till nytt universitetshus innehöll flera rundbågar, men på den slutgiltiga ritningen fanns inte rundbågarna med.
Därefter drog byggandet ut på tiden några år. Först 1877 beviljade riksdagen ett anslag till universitetet på 450 000 kronor för ändamålet.

## Byggnaden
Byggnaden kunde invigas den 27 september 1882 av kung Oscar II.
På universitetets framsida (som vetter mot universitetsplatsen) dominerar entréns risalit, fasadens svaga framskjutande parti, med dess fyra kolonner och dessas  kapitäler (översta utsmyckade delar). På attikan, byggnadens övre halvvåning, ovanför entrén finns en inskription som lyder 
REGIA ACADEMIA CAROLINA
i gyllene bokstäver. 
Ovanpå attikan finns fyra sfinxer. Dessa sfinxer är inte de ursprungliga från 1882, vilka på grund av dålig cementkvalitet av säkerhetsskäl fick avlägsnas 1959. Nuvarande repliker sattes upp under 1993 och möjliggjordes delvis genom privata donationer. Ett återstående, något skamfilat, exemplar av de ursprungliga sfinxerna kan dock beses i Botaniska trädgården där det uppställts av Uarda-akademien. I oktober 2021 upptäcktes sprickbildningar i sfinxerna och i november 2021 plockades sfinxerna ner för att gjutas om

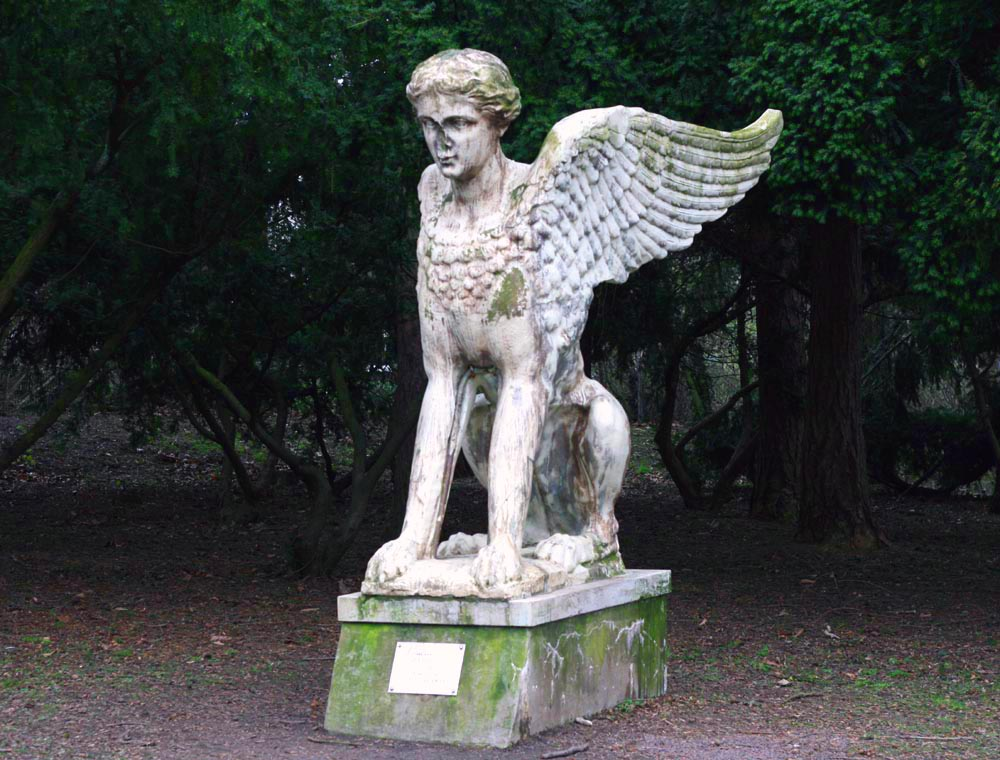
Sfinxen i Botaniska trädgården.

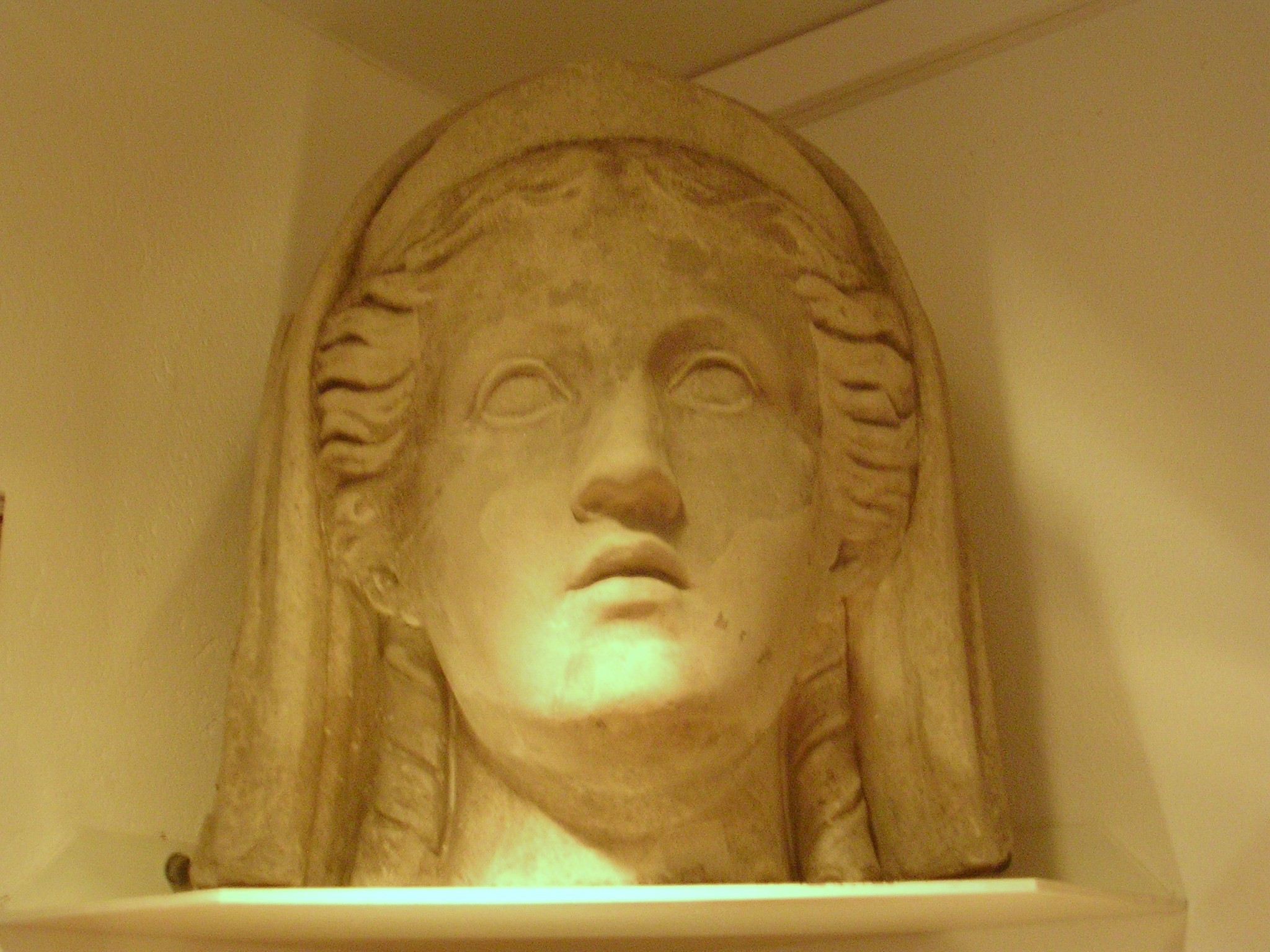
Huvudet till en av figurerna finns på Kulturen.

Parallellt med mitten finns två mindre risaliter. Dessa kröns av lyror med ugglor samt gripar på var sida. Under ugglan finns ett ansikte och ännu en bit ner finns två gripar till.
Längs alla gavlar finns border och andra utsmyckningar med blad, kransar, stjärnor och rosor.
Förr stod fyra stycken mäktiga statyer av kvinnofigurer framför universitet. De symboliserade universitets fyra fakulteter. År 1902 togs damerna dock bort, troligen på grund av att de inte tålde temperaturväxlingarna och att dess cement därmed sprack. Det har dock förekommit skrönor om att de tagits bort eftersom folk var rädda för de enorma damerna när dessa skulle passeras nattetid.
Huset har fått ta emot mycken kritik efter att det blivit färdigställt. Georg Nordensvan skrev 1892 i Svensk konst och svenska konstnärer i 19 århundradet att Lunds universitetshus var "ett allt annat än lyckat arbete".

## Interiören
Direkt efter ingången genom entrén kommer man till atriet där husets tre delar möts. Dess centrala del omgärdas av gångar av pelare. Detta atrium täcks av glastak.
Aulan ligger i husets västra del, rakt fram från atriet. Över ingången till aulan finns inskriften ΜΗΔΕΝ ΑΜΟΥΣΟΝ (= intet omusiskt, det vill säga intet för musorna främmande). Inne i den stora aulan finns läktare vid sidorna och ytterligare flera pelare och det väldekorerade valvtaket. Aulans bottenvåning är mer sparsmakat dekorerad än läktarvåningen.

## Bildgalleri

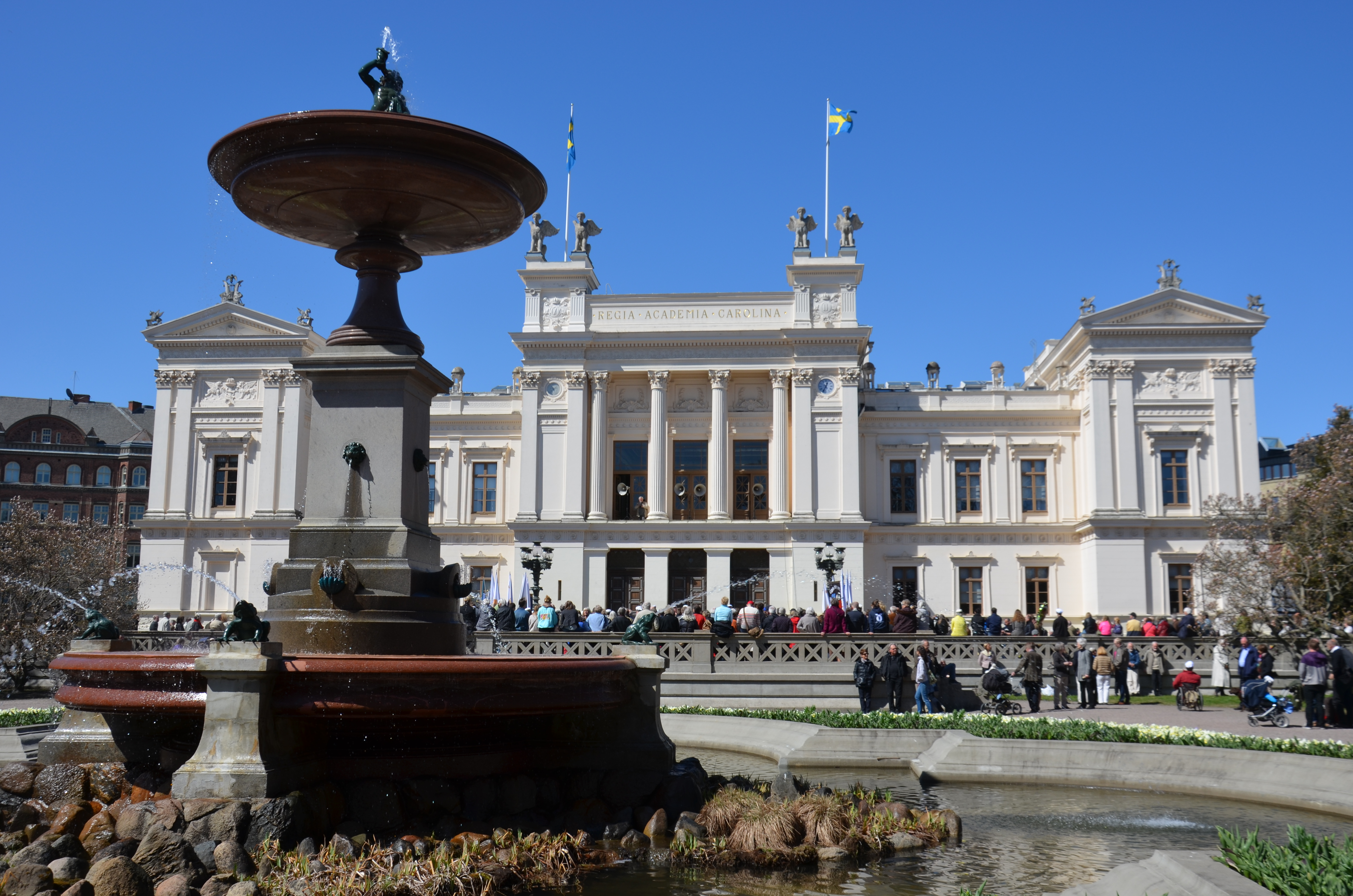
Universitetshuset vid studenterna rektorsuppvaktning den 1 maj 2013
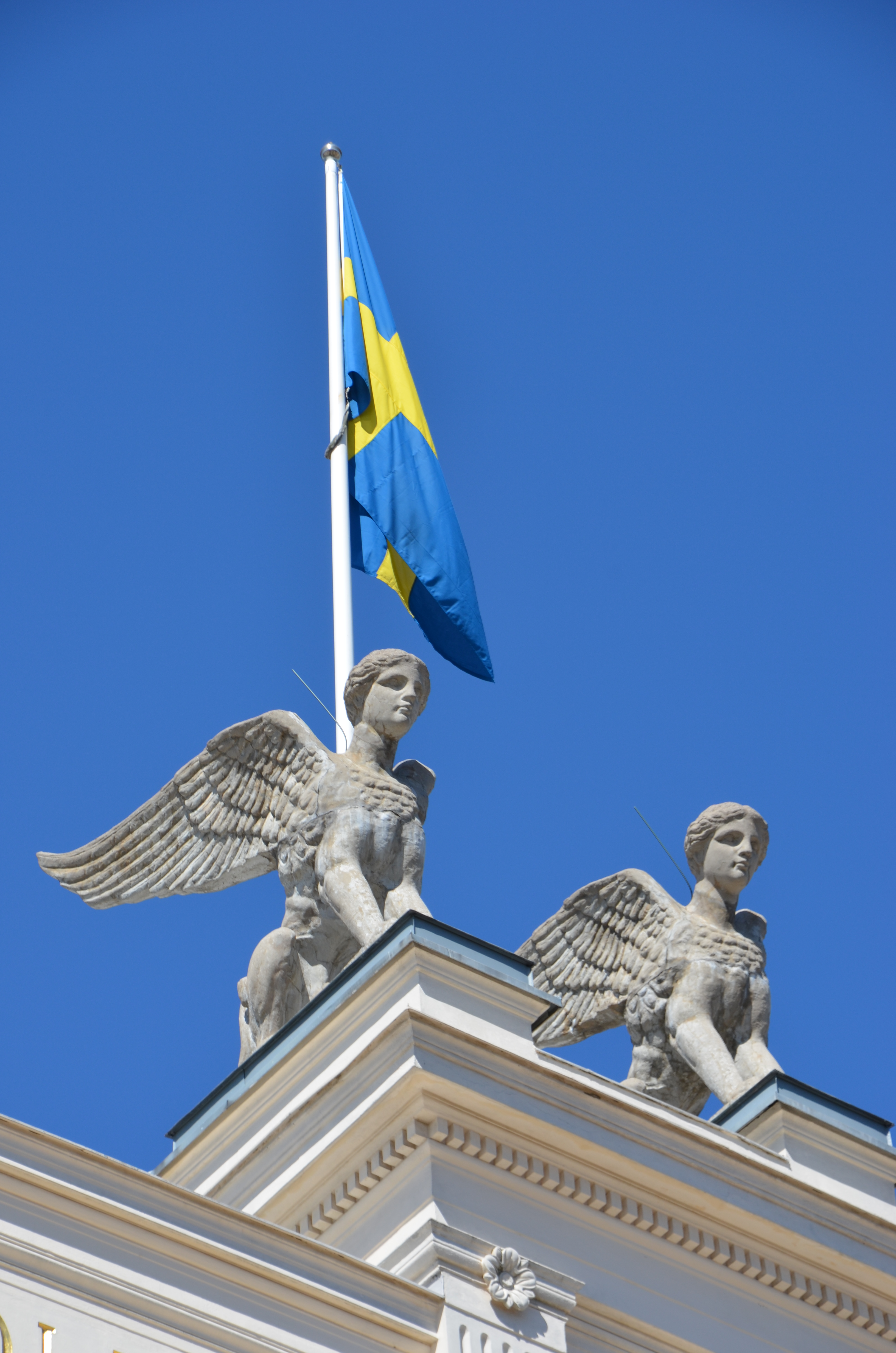
Två av sfinxerna
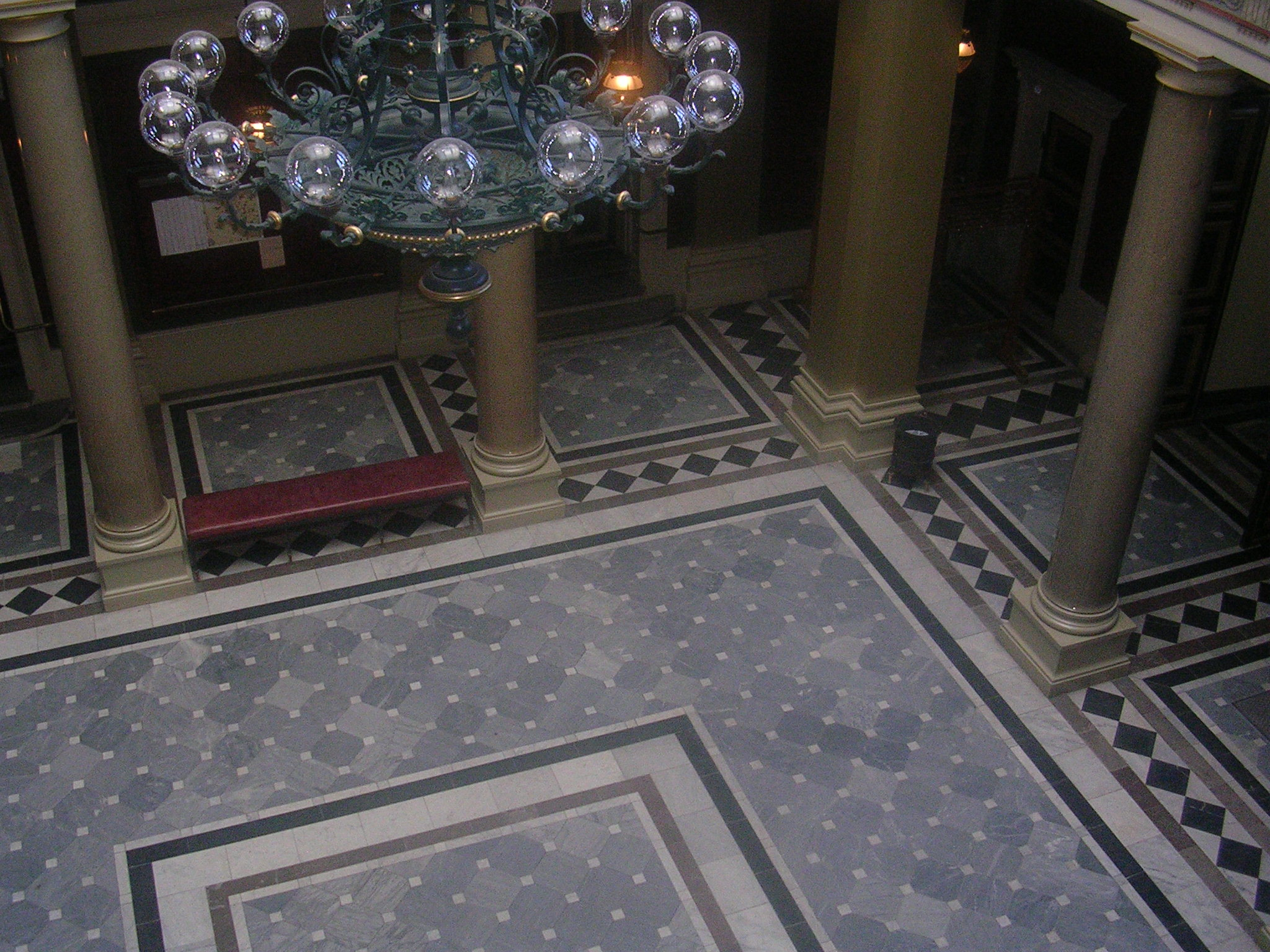
Atriet sett från andra våningen
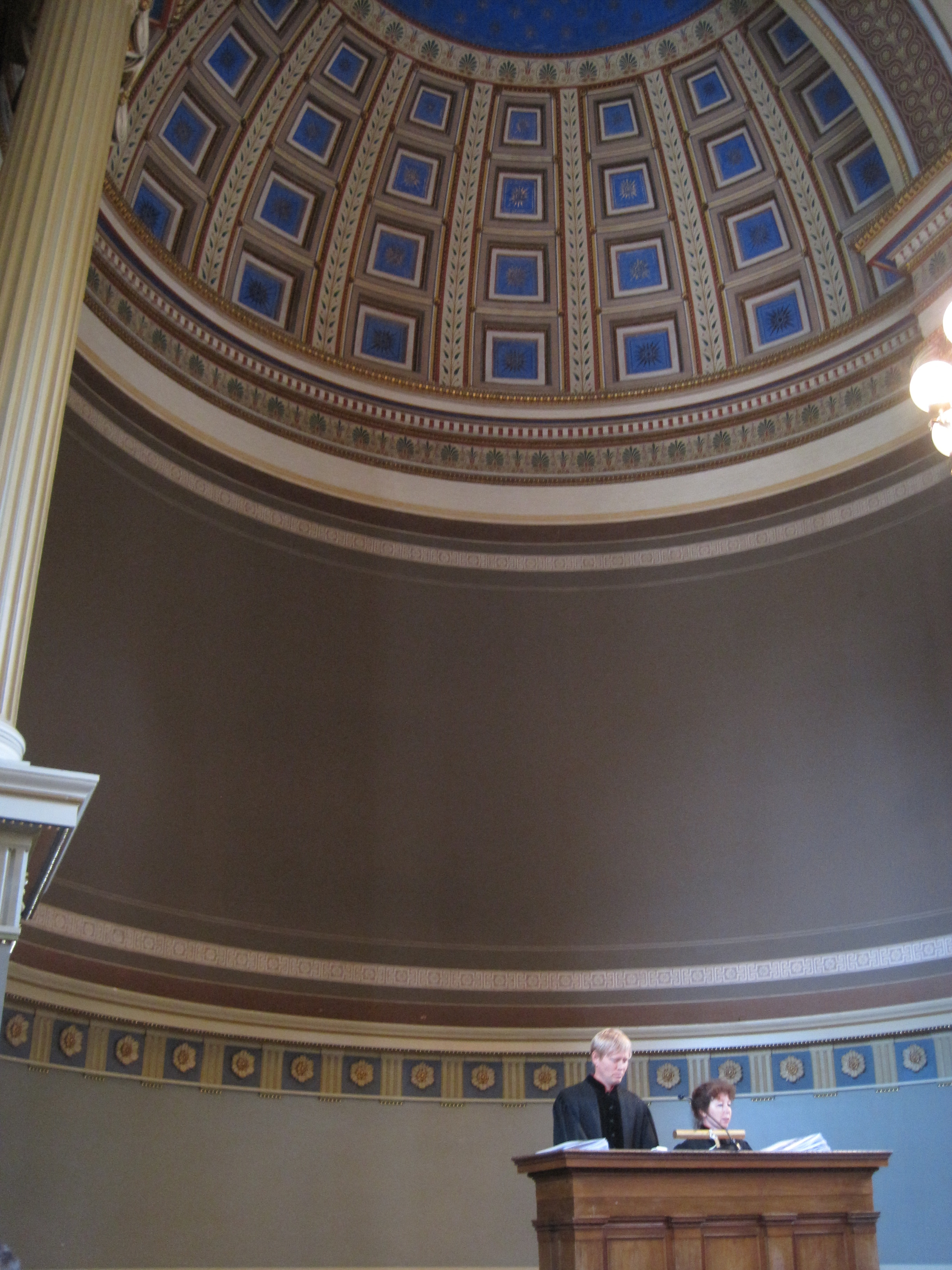
Aulans absid med takmålningar av Svante Thulin
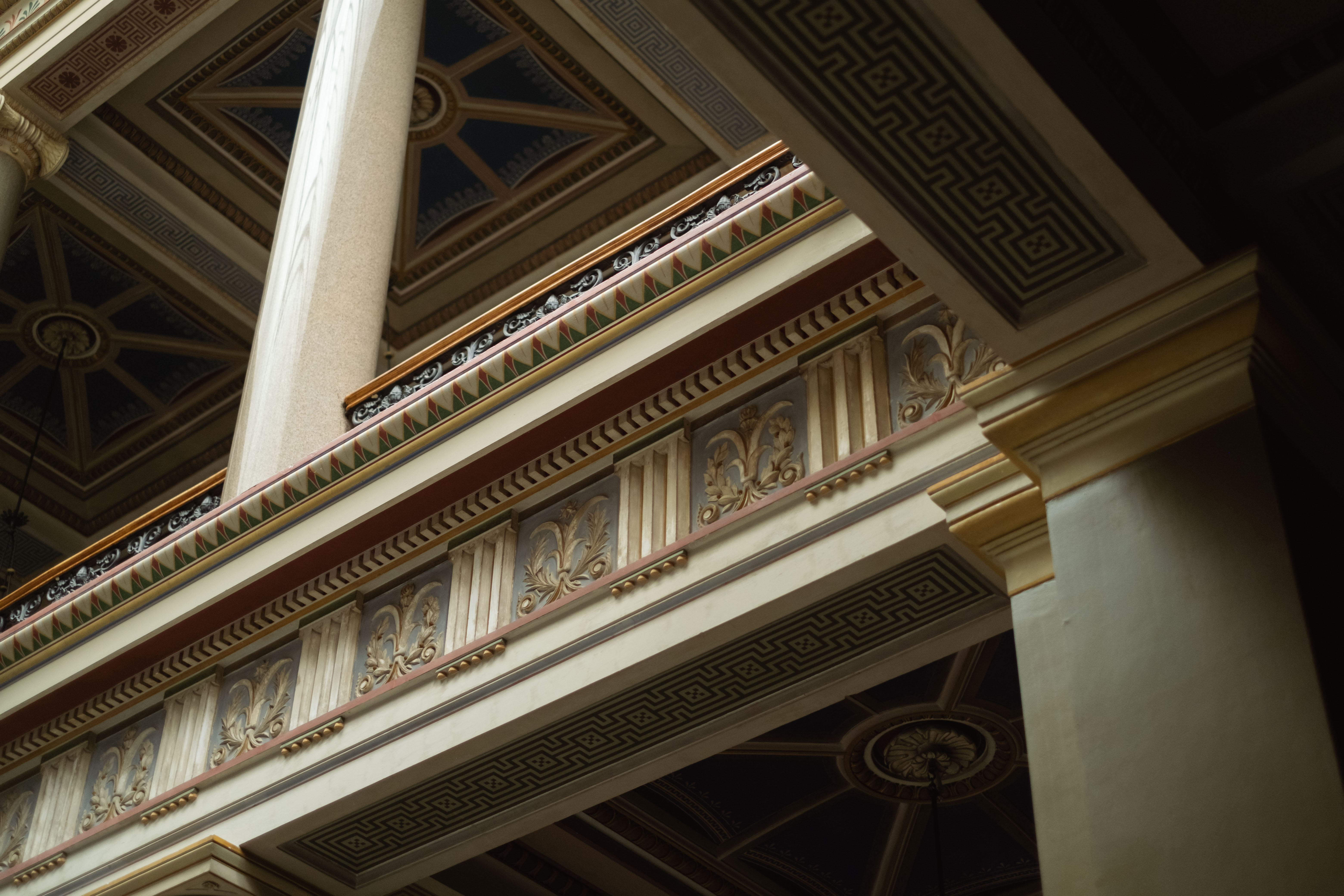
Takdetaljer i atriet.
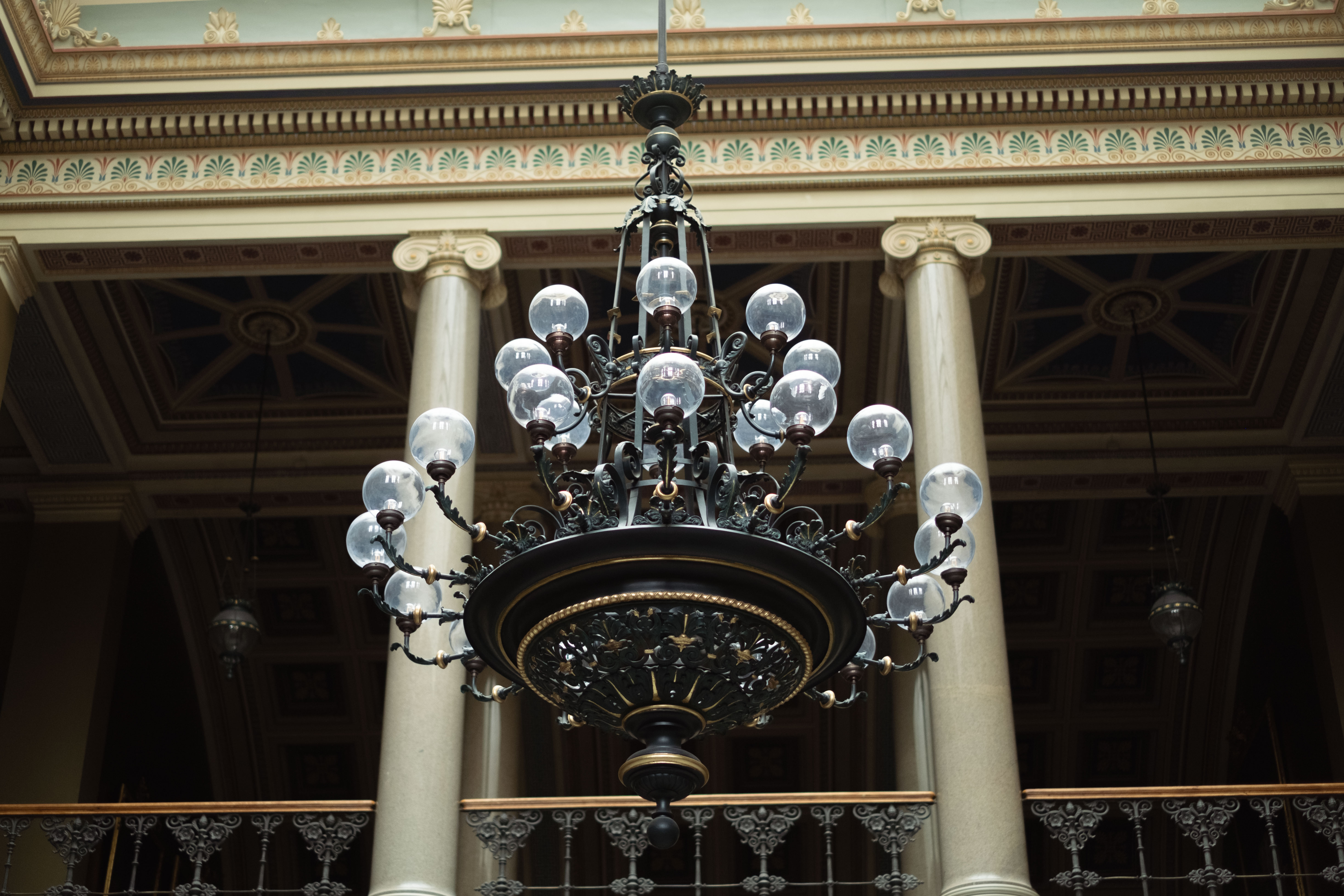
Ljuskrona vid huvudentrén
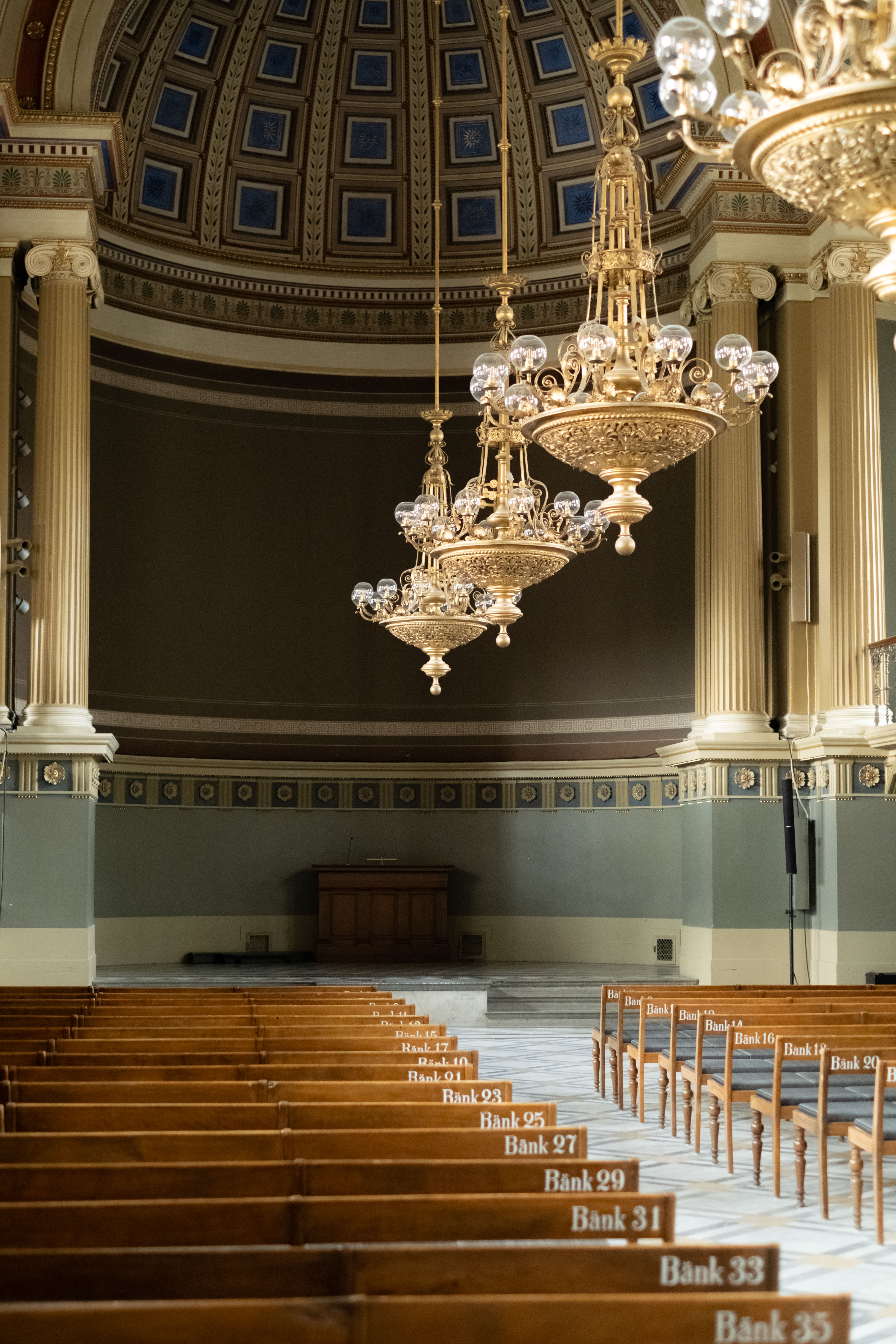
Lunds Universitetshusets aulas ljuskronor och bänkar.
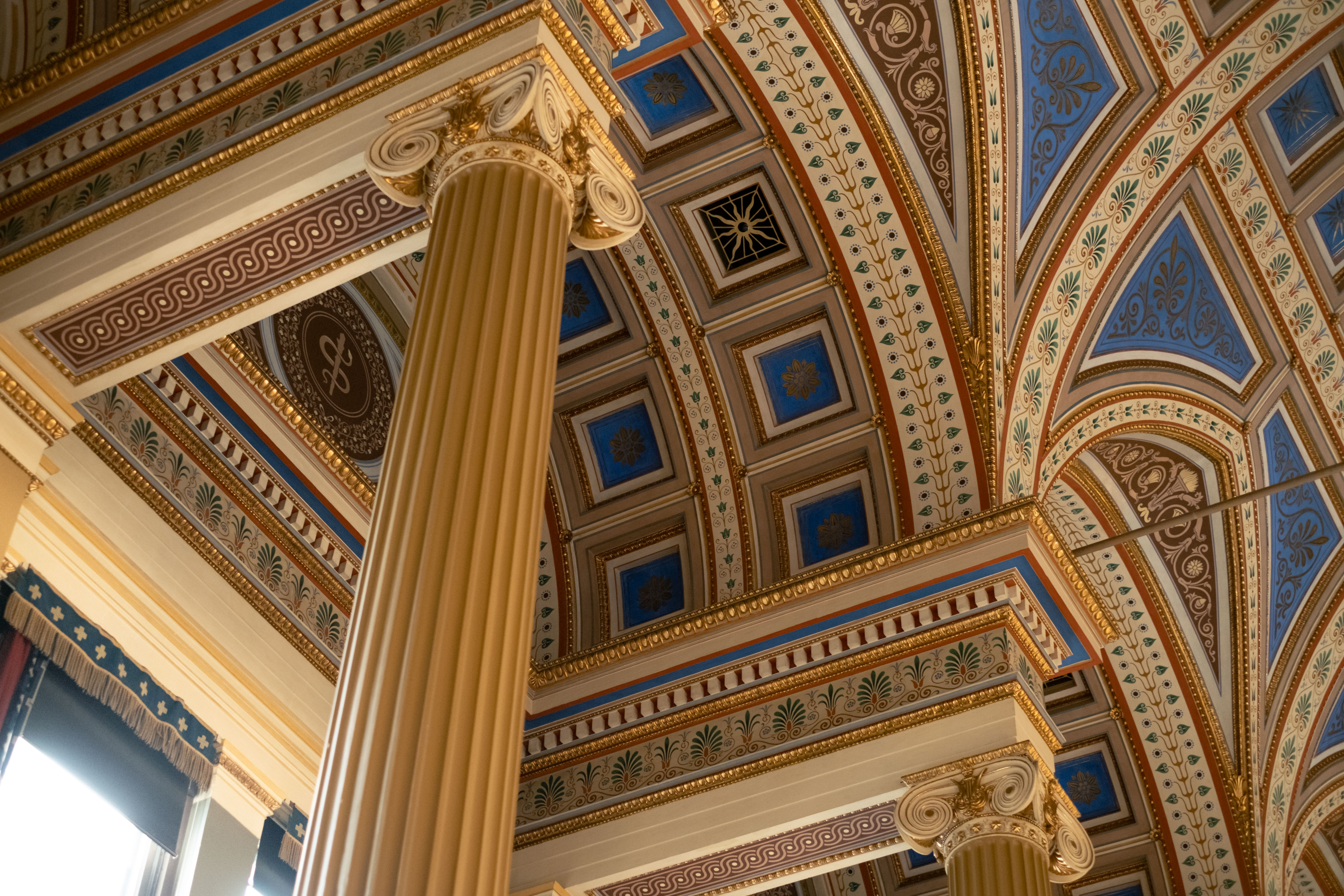
Takdetaljer av Lunds Universitetshusets aula (September 2024).
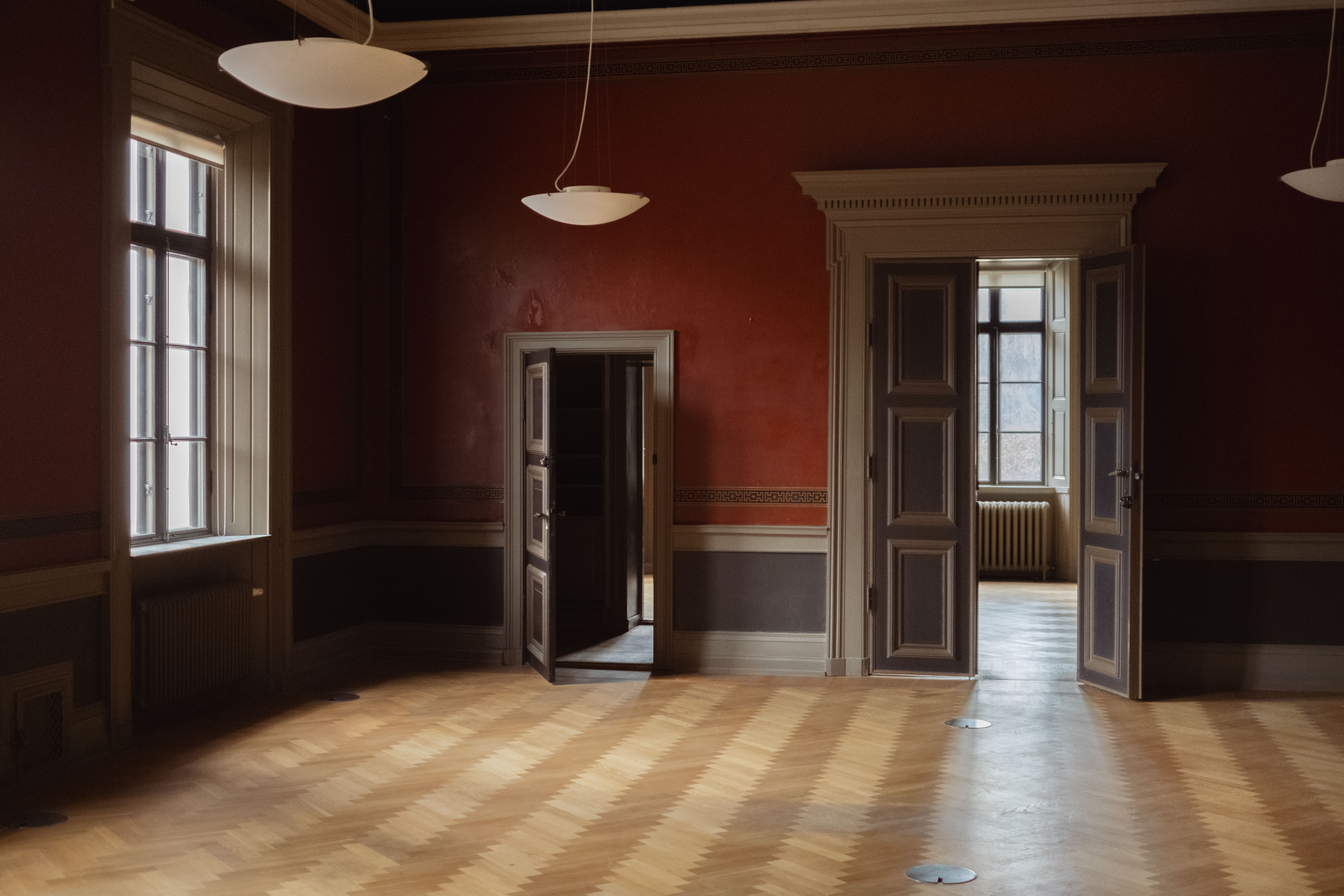
Rum tömda för renovering på nedre våningen på byggnadens södra sida (September 2024).